# Othniocera
Othniocera este un gen de muște din familia Tephritidae.

Cladograma conform Catalogue of Life:
| Othniocera | \| \| Othniocera aberrans \| \| \| \| \| \| Othniocera pallida \| \| \| \| \| \| Othniocera pictipennis \| \| \| \| |
|            | \| \| Othniocera aberrans \| \| \| \| \| \| Othniocera pallida \| \| \| \| \| \| Othniocera pictipennis \| \| \| \| |
|            | Othniocera aberrans                                                                                                 |
|            | |
|            | Othniocera pallida                                                                                                  |
|            | |
|            | Othniocera pictipennis                                                                                              |
|            | |